# Grand Prix des Carreleurs
Le Grand Prix des Carreleurs est une course cycliste française disputée à Ernolsheim-Bruche, dans le département du Bas-Rhin. Traditionnellement courue au début du printemps, elle constitue le coup d'envoi de la saison cycliste en Alsace.

## Présentation
Le Grand Prix se déroule habituellement sur un circuit de 5,7 kilomètres emprunté à vingt-quatre reprises, soit une distance totale de 136 kilomètres.
L'édition 2020 est annulée en raison de la pandémie de Covid-19.

## Palmarès
| Année | Vainqueur              | Deuxième               | Troisième            |
| ----- | ---------------------- | ---------------------- | -------------------- |
| 1980  | Jean-Marie Quenolle    | U. Olivier             | Anthony Doyle        |
| 1981  | José Fernandes         | Patrick Mauvilly       | Hubert Schlick       |
| 1982  | Patrick Hosotte        | Jean-Pierre Harment    | Gérard Bersot        |
| 1983  | Patrick Duhaut         | Gilles Figue           | Roland Legin         |
| 1984  | Thierry Arnould        | Patrick Hosotte        | Pascal Paillez       |
| 1985  | Éric Sevrain           | Marcel Spohn           | Philippe Henrion     |
| 1986  | Francis Faivre         | Fabrice Julien         | Pascal Doppler       |
| 1987  | Zbigniew Krasniak      | Tadeusz Krawczyk       | Gilles Figue         |
| 1988  | Mieczysław Poręba      | Thierry Thur           | Xavier Masson        |
| 1989  | Olivier Ackermann      | Jean-Louis Harel       | Michel Friedmann     |
| 1990  | Krzysztof Chrabąszcz   | Robert Larcher         | Jean-Michel Lance    |
| 1991  | Krzysztof Chrabąszcz   | Patrick Moster (de)    | David Derique        |
| 1992  | Emmanuel Magnien       | Jean-Luc Woog          | Krzysztof Chrabąszcz |
| 1993  | Christophe Mengin      | Jean-Christophe Currit | Michel Friedmann     |
| 1994  | Jean-Christophe Drouet | Richard Szostak        | Éric Salvetat        |
| 1995  | Bertrand Ziegler       | Jean-François Laffillé | Richard Szostak      |
| 1996  | Grégoire Balland       | Christophe Hartmann    | Pascal Pofilet       |
| 1997  | Christophe Oriol       | Éric Drubay            | Mickaël Boulet       |
| 1998  | Jérôme Gannat          | Florent Brard          | Yvan Boos            |
| 1999  | Philippe Koehler       | Éric Salvetat          | Pascal Pofilet       |
| 2000  | Romain Mary            | Yanto Barker           | Jonathan Kern        |
| 2001  | Anthony Giurato        | Jérôme Rouyer          | Eric Baumann         |
| 2002  | Samuel Rouyer          | Martial Locatelli      | Noan Lelarge         |
| 2003  | Jamie Alberts          | Yanto Barker           | Xavier Pache         |
| 2004  | Yanto Barker           | Cyril Gossmann         | Pierre Lebreton      |
| 2005  | Håkan Nilsson          | Pierre Lebreton        | Cédric Haas          |
| 2006  | David Arassus          | Martin Lang            | Jorge Soto           |
| 2007  | Martin Kohler          | Simon Zahner           | Gwénaël Rouzet       |
| 2008  | Joël Frey              | Laurent Colombatto     | Philipp Schulz       |
| 2009  | Simon Zahner           | Andrei Krasilnikau     | Sergiu Cioban        |
| 2010  | Daniel Teklehaimanot   | Pirmin Lang            | Mirco Saggiorato     |
| 2011  | Youcef Reguigui        | Bob Jungels            | Édouard Lauber       |
| 2012  | Silvan Dillier         | Mirco Saggiorato       | Cédric Gaoua         |
| 2013, | Laurent Beuret         | Mirco Saggiorato       | Hugo Hofstetter      |
| 2014, | Bruno Chardon          | Alexandre Mercier      | Fabien Canal         |
| 2015, | Gabriel Chavanne       | Thomas Welter          | Gian Friesecke       |
| 2016  | Gabriel Chavanne       | Julien Masson          | Gian Friesecke       |
| 2017  | Cyrille Thièry         | Simon Combes           | Axel Zingle          |
| 2018  | Thomas Koep            | Christian Mager        | Bruno Chardon        |
| 2019  | Émile Canal            | Simon Nuber            | Pierre-Henri Jung    |
| 2020  | annulé                 | annulé                 | annulé               |
| 2021  | Axel Zingle            | Paul Lapeira           | Dimitri Hopin        |
| 2022  | Simon Bolot            | Niels Michotte         | Aurélien Philibert   |
| 2023  | Adam Kuś               | Théo Thomas            | Lorenzo Marasco      |
| 2024  | Léo Kraemer            | Martin Deschatres      | Paul Guthmann        |
| 2025  | Martin Deschatres      | Antoine Raugel         | Loïc Vuillemin       |